# 陳䪧
陳䪧（15世紀—15世紀），字仲和、又字蒼崖，廣東廣州府東莞縣溫塘人，明朝政治人物。

## 生平
陳䪧勇敢有計謀，是景泰四年（1453年）的舉人，天順七年（1463年）會試試場大火時，他曾跨過圍牆屈伸其足，救活七十多人；成化年間選授瓊州通判，奉命征討黎族人，他親自殺牛養士，拿起八十斤鐵簡，擒拿黎族首領蒲盧男，平定變亂後擢任廣西僉事，七十三歲去世，學士丘濬贈詩褒獎，當中有「誰知別駕真丈人，秋毫無犯除妖氛。」的句子。
孫子陳襄，九歲能寫文章，篤志問學，萬曆十九年舉人，未仕就已去世。

## 引用
1. 1 2  嘉慶《東莞縣志·卷二十九·人物》：陳䪧，字仲和，溫塘人，有勇畧，景泰四年鄉薦，天順七年會場火，䪧躍身棘墻屈伸其足以援，出者活七十餘人；成化間通判瓊州，奉檄征生黎，䪧椎牛饗士、躬提鐵簡，先登擒其長蒲盧男，寇平擢廣西僉事，學士邱濬賦詩云：「誰知別駕真丈人，秋毫無犯除妖氛。」孫襄，字尚行，九歲能文，篤志問學，萬厯十九年鄉薦，未仕而卒。
2. ↑  四庫全書《廣東通志·卷四十五·人物志》：陳䪧，字蒼崖，東莞人，生平有勇畧，登景泰鄉薦，天順癸未會場火，䪧躍身棘墻屈信其足，救舉子七十餘人，成化間判瓊府，委征生黎，䪧椎牛饗士、躬提八十斤鐵簡，擒其黎長蒲盧男，黎寇平擢廣西僉事，年七十三卒，學士邱濬以詩褒之，有「誰知別駕真丈人，秋毫無犯除妖氛。」之句云。